# Aleksandra Jasińska-Kania
Aleksandra Jasińska-Kania (ur. 15 czerwca 1932 w Moskwie) – polska socjolożka zajmująca się teoriami socjologicznymi, problematyką stereotypów i uprzedzeń narodowych oraz badaniami wartości społecznych. Od 1956 wykładowczyni Uniwersytetu Warszawskiego.

## Życiorys
W 1945 roku zamieszkała w Warszawie i w 1949 roku ukończyła VI Liceum Ogólnokształcące im. Tadeusza Reytana. W latach 1949–1954 studiowała socjologię na Uniwersytecie Warszawskim. W latach 60. zaangażowana w rozwijanie postulowanej przez Juliana Hochfelda koncepcji „marksizmu otwartego”. W 1967 obroniła doktorat Karol Marks a problemy alienacji we współczesnej socjologii amerykańskiej, którego promotorem był Zygmunt Bauman. W 1978 habilitowała się, a 17 listopada 1990 otrzymała tytuł profesora. Uzyskała stanowisko profesora zwyczajnego w Instytucie Socjologii Wydziału Filozofii i Socjologii Uniwersytetu Warszawskiego.
W latach 70. prowadziła m.in. badania nad władzą lokalną, w latach 80. – pionierskie badania nad postawami Polaków wobec różnych narodów i grup etnicznych, od lat 90. uczestniczy w międzynarodowych badaniach wartości (European Value Study). Współredaktorka dwóch antologii prezentujących współczesną zachodnią myśl socjologiczną: Elementy teorii socjologicznych (1975) i Współczesne teorie socjologiczne (2006). Wchodziła w skład Komitetu Socjologii PAN. Wykładała i prowadziła badania na Uniwersytecie Sztokholmskim, Uniwersytecie Stanforda i Uniwersytecie Indiany w Bloomington.
Należała do Polskiej Zjednoczonej Partii Robotniczej i Niezależnego Samorządnego Związku Zawodowego „Solidarność”.

## Życie prywatne
Jest córką Małgorzaty Fornalskiej i Bolesława Bieruta oraz wnuczką Marcjanny Fornalskiej. Jej mężem był socjolog Albin Kania (1930–1994), z którym ma córkę Joannę Małgorzatę. Była związana z socjologiem Zygmuntem Baumanem. 

## Ważniejsze publikacje
- W. Derczyński, A. Jasińska-Kania i J. Szacki (red.), Elementy teorii socjologicznych (Warszawa 1975)
- A. Jasińska-Kania, R. Siemieńska, Wzory osobowe socjalizmu (tom 282 serii wydawniczej Omega, Warszawa 1975; wyd. II 1978)
- A. Jasińska-Kania, Osobowość, orientacje moralne i postawy polityczne (Warszawa 1988)
- A. Jasińska-Kania (red.), Bliscy i dalecy (Warszawa 1992)
- M. Kofta i A. Jasińska-Kania (red.), Stereotypy i uprzedzenia. Uwarunkowania psychologiczne i kulturowe (Warszawa 2001, ISBN 83-88495-30-5)
- A. Jasińska-Kania (red.), Trudne sąsiedztwa. Z socjologii konfliktów narodowościowych (Warszawa 2001, ISBN 83-88495-25-9)
- A. Jasińska-Kania i M. Marody (red.), Polacy wśród Europejczyków. Wartości społeczeństwa polskiego na tle innych krajów europejskich (Warszawa 2002, ISBN 83-7369-001-8), wydanie angielskie: Poles among Europeans (Warszawa 2004, ISBN 83-7383-045-6)
- A. Jasińska-Kania, L. Nijakowski, J. Szacki i M. Ziółkowski, Współczesne teorie socjologiczne (Warszawa 2006, ISBN 83-7383-221-1, ISBN 978-83-7383-221-3)